# Phrynobatrachus sandersoni
Phrynobatrachus sandersoni es una especie de anfibio anuro de la familia Phrynobatrachidae.

## Distribución geográfica
Esta especie se encuentra en el suroeste de Camerún y Guinea Ecuatorial, incluida la isla Bioko.

## Etimología
Esta especie lleva el nombre en honor a Ivan T. Sanderson. 

## Publicación original
- Parker, 1935 : A new genus of frogs from the Cameroons. Annals and Magazine of Natural History, sér. 10, vol. 16, p. 401-404.[4]